# Hydroporus vagepictus
Hydroporus vagepictus là một loài bọ cánh cứng trong họ Bọ nước. Loài này được Fairmaire & Laboulbène miêu tả khoa học năm 1855.